# Don Leopardo
Don Leopardo è il terzo album in studio del gruppo rock argentino Bersuit Vergarabat, pubblicato nel 1996.

## Tracce
1. Espíritu de esta selva
2. Bolivian surf
3. Bolero militar
4. Yo no fui
5. Cajón 5
6. Cielo trucho
7. Abundancia
8. Ojo por ójo ôô
9. La mujer perfecta
10. Madrugón
11. Ruego
12. Querubin
13. Encapuchados
14. En trance
15. Requiem
16. Al fondo de la red
17. Piel de gallina
18. Mi caramelo